# فلورن أروبي
الفلورن (بالهولندية: [floːˈrɪn]؛ رمز العملة: Afl.؛ رمز الأيزو: AWG) أو الجلدر الأروبي هو عملة أروبا. وينقسم إلى 100 سنت. أُدخِل الفلورن في عام 1986، ليحل محل الجلدر الهولندي الأنتيلي على حد سواء.

## التاريخ
قُدم فلورين في عام 1986، ليحل محل هولندا جزر الانتيل الغيلدر على قدم المساواة. العملة قد حافظت على شماعة الموروثة من غولدن من 1.79 فلورين 1 الدولار الأمريكي.

## العملات المعدنية
في عام 1986، أُدخلت العملات المعدنية بفئات 5، 10، 25 و 50 سنتًا، و1 و2.50 فلورن. وفي وقت لاحق، استُبدلت الورقة النقدية بقيمة 5 فلورن بعملة معدنية مربعة، وسُحبت عملة 2.5 فلورن من التداول. وفي عام 2005، استُبدلت عملة 5 فلورن بعملة معدنية دائرية ذهبية اللون، لأن العملة القديمة بقيمة 5 فلورن المربعة كانت سهلة التزوير. وجميع العملات مصنوعة من الفولاذ المطلي بالنيكل باستثناء عملة 5 فلورن، التي هي سبيكة من النحاس والمعادن الأخرى. والعملة بقيمة 50 سنت هي الوحيدة المتبقية بشكل مربع، وتُشار إليها عادةً بـ "يوتِن" من قبل السكان المحليين.
على ظهر كل من العملات بقيمة 1، 2.5، و5 فلورن يوجد رسم للتصوير البروفيلي (أي رسم لصورة جانبية) لرئيس الدولة الحالي لمملكة هولندا. من عام 1986 حتى عام 2013، كانت هذه الملكة بياتريكس، ومنذ عام 2014 كان الملك فيليم ألكساندر. علاوة على ذلك، تحمل هذه الفئات الثلاثة فقط كتابات على حافتها، وهي عبارة "الله معنا" (بالهولندية: God Zij Met Ons).

## الأوراق النقدية
أصدر البنك المركزي في أروبا (بالهولندية: Centrale Bank van Aruba) الأوراق النقدية بفئات 5، 10، 25، 50 و 100 فلورن، بتاريخ 1 يناير 1986. وفي عام 1990، أصدر البنك ذات الفئات بتصميم جديد ومُلون للورق النقدي، صُممت بواسطة الفنان الأروبي إيفيلينو فينجال. بصفته مديرًا للمتحف الأثري، وقد استلهم فينجال التصميم من الرسوم الهندية القديمة وقطع الفخار. جمع فينجال بين الزخارف الزخرفية الموجودة على الفخار القبل كولومبي مع صور للحيوانات الفريدة من الجزيرة. أُصدرت العملات الورقية بفئة 500 فلورن في عام 1993، مع استبدال العملة الورقية بفئة 5 فلورن بعملة معدنية مربعة في عام 1995.
في عام 2003، بدأت طباعة جديدة للعملات الورقية القائمة بالفعل بفئات 10، 25، 50، 100 و 500 فلورن. وقد صُممت هذه العملات الورقية الجديدة بميزات أمان جديدة لمكافحة التزوير، ولكنها احتفظت بنفس مظهرها.
في عام 2019، كشف البنك المركزي في أروبا عن مجموعة جديدة من العملات الورقية بفئات 10، 25، 50، 100 و 200 فلورن، حيث تعتبر الفئة الأخيرة فئة جديدة. يتضمن تصميم هذه المجموعة من العملات "الحياة في أروبا"، حيث تحتوي على عناصر من نباتات وحيوانات أروبا، وتراثها الثقافي، والمعالم التاريخية والأثرية. وقد أُصدرت في 4 يونيو 2019، وتداولها الناس جنبًا إلى جنب مع إصدارات عام 2003 حتى 11 أغسطس، بعد ذلك تصبح إصدارات عام 2003 من العملات الورقية غير قانونية. قامت البنوك التجارية في أروبا بقبول العملات الجديدة التي أُصدرت عام 2003 حتى 4 ديسمبر، بعد ذلك سوف تُسترجع الأوراق النقدية في البنك المركزي في أروبا لمدة تصل إلى 30 عامًا، حتى 11 أغسطس 2049. كُرِّمت العملة الورقية بفئة 100 فلورن كـ "عملة ورقية لعام 2019" من قبل جمعية العملات الدولية لمحتواى تصميمها الفني وميزاتها الأمنية.

## وصلات خارجية
- عملات ورقية من أروبا (بالإنجليزية) (بالألمانية)

## سعر الصرف AWG الحالي
| من Yahoo! Finance: | AUD CAD CHF EUR GBP HKD JPY USD |
| من XE.com:         | AUD CAD CHF EUR GBP HKD JPY USD |
| من Investing.com:  | AUD CAD CHF EUR GBP HKD JPY USD |
| منOANDA.com:       | AUD CAD CHF EUR GBP HKD JPY USD |